# Cystocrepis
Cystocrepis is een geslacht van zee-egels uit de familie Pourtalesiidae.

## Soorten
- Cystocrepis setigera (A. Agassiz, 1898)